# Geno Lechner
Pour les articles homonymes, voir Geno et Lechner.
Geno Lechner, née le 11 juin 1965 à Marbourg, est une actrice allemande de cinéma et de théâtre.

## Filmographie
- 1991 : The Party: Nature Morte
- 1991 : Liebe auf den ersten Blick : Elsa Süßeisen
- 1992 : Avetik : la journaliste
- 1993 : Flirt (court métrage) : Greta
- 1993 : La Liste de Schindler : Majola
- 1994 : Le Joueur de violon : Ariane
- 1994 : Immortal Beloved : Josephine von Brunsvik
- 1995 : Flirt : Greta, la femme de Werner
- 1995 : Au petit Marguery : La femme du linguiste
- 1995 : Mörderische Zwillinge (téléfilm) : Corinna
- 1996 : The Ring (L'Anneau de Cassandra, téléfilm) : Effie Zelt
- 1996 : Adrénaline (téléfilm) : Tatjana Sassmann
- 1997 : Gesches Gift : Gesche Gottfried
- 1997 : Schimanski (série télévisée) : Llse Bonner (3 épisodes)
- 1998 : Too Tired to Die : Pola
- 1998 : It's Not About Love (téléfilm) : Chase Dellal
- 1999 : Operation Phoenix - Jäger zwischen den Welten (série télévisée) : docteure Katrin Bigelov
- 1999 : Merci mon chien : Gudrun
- 1999 : Liebe ist stärker als der Tod (téléfilm) : sur Ina
- 2000 : Deux femmes à Paris (téléfilm) : Bella
- 2001 : Boulevard du Palais (série télévisée) : Clara
- 2002 : Bella Block (série télévisée) : Renate Botting
- 2002 : The War in Paris
- 2002 : Der Ermittler (série télévisée) : Ines Brandt
- 2002 : Der Seerosenteich (mini-série) : Helen (2 épisodes)
- 2002 : Clairvoyant : Diana
- 2002 : Am See (court métrage)
- 2003 : Die Rosenheim-Cops (série télévisée) : Julia Lugauer
- 2003 : Scardanelli : Lotte Zimmer, jeune
- 2003 : Alerte Cobra (série télévisée) : Katharina Krasner
- 2003 : En quête de preuves (série télévisée) : Alicia Brandau
- 2004 : Charlotte (court métrage) : Charlotte
- 2004 : STF (série télévisée) : Harriet Wolff
- 2004 : En garde : sur Clara
- 2004 : Going Under (en) : Suzanne
- 2004 : Die Heilerin (téléfilm) : docteure Marion Fischer
- 2005 : Tage aus Nacht (court métrage) : Marie
- 2005 : Love : Anna Petrovic
- 2005 : Der Fahnder (série télévisée) : l'aveugle
- 2005 : Molly's Way : Sophia
- 2005 : Zwei Weihnachtshunde (téléfilm) : Max' Bankerin
- 2005 : Rabenkinder (téléfilm) : madame Eisfeldt
- 2006 : Papa und Mama (série télévisée) (2 épisodes)
- 2006 : Hahnemanns Medizin (téléfilm) : Mélanie d'Hervilly
- 2006 : Stolberg (série télévisée) : Jule Katzmann
- 2007 : Durch Himmel und Hölle (téléfilm)
- 2007 : Polska Roadmovie (court métrage) : Maria
- 2005-2008 : Tatort (série télévisée) : Eva Stein (2 épisodes)
- 2008 : Trent 2 Rent (court métrage) : la docteure
- 2008 : Die Heilerin 2 (téléfilm) : docteure Marion Fischer
- 2009 : Polizeiruf 110 (série télévisée) : Wiebke Perlach
- 2009 : Phantomanie : la dame en noir
- 2009 : Küstenwache (série télévisée) : Marianne Herbst
- 2009 : In der Ferne das Meer (court métrage) : Barbara
- 2006-2010 : SOKO Kitzbühel (série télévisée) : Heike Henrich / Dr. Edith Reitner (2 épisodes)
- 2011 : Berlinoises (court métrage) : Adelheid
- 2012 : SOKO Wismar (série télévisée) : Sabine Jessen
- 2012 : Töte mich : la femme dans la maison de la forêt
- 2012 : Le Renard (série télévisée) : Verena Limmer
- 2012 : Orchestra of Exiles (documentaire) : Ida Ibekken
- 2013 : Circles : Andrea
- 2013 : Kontakt (court métrage) : Madame
- 2017 : Die Königin der Nacht (téléfilm) : Anushka Weidenbach
- 2018 : Honest Work
- 2019 : Hieronymus : Isabelle Montclaire
- 2023 : La Syndicaliste de Jean-Paul Salomé : Véronique